# Harriet Ann Boyd Hawes

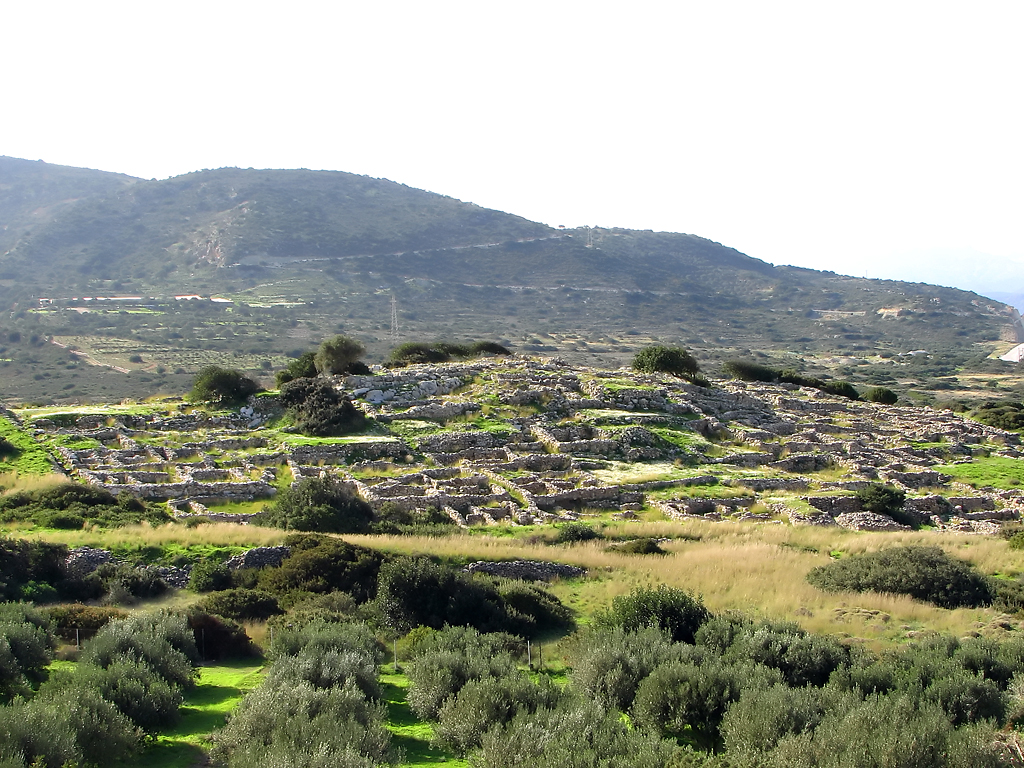
Ruínas de Gúrnia

Harriet Ann Boyd Hawes (Boston, 11 de outubro de 1871 - Washington D.C., 31 de março de 1945) foi um arqueólogo estadunidense que se notabilizou pela descoberta de antiguidades em Creta.

## Vida
Harriet Ann Boyd Hawes nasceu em Boston em 11 de outubro de 1871. Se formou no Colégio Smith de Northampton, Massachusetts, em 1892 e ensinou idiomas antigos e modernos até 1896, primeiro como professora particular em Henderson, Carolina do Norte, e na escola para meninas de Wilmington, Delaware. Em 1896, ingressou na Escola Americana de Estudos Clássicos, em Atenas. Visitou as escavações em Cnossos, em Creta, e Arthur Evans sugeriu que explorasse a região em torno de Cavusi, onde achou tumbas da Idade do Ferro que lhe forneceram material para sua tese de mestrado, concedido pelo Colégio Smith em 1901. Desde 1900, era professora de arqueologia grega, epigrafia e grego moderno em Smith e manteve o cargo até 1906, enquanto estre 1903 e 1904 esteve ausente em Creta.
Desde maio de 1901, se concentrou num sítio que descobriu em Gúrnia, num distrito periférico de Cavusi. Foi a primeira arqueóloga a descobrir e escavar totalmente uma cidade minoica da Idade do Bronze e cujo trabalho lhe rendeu fama mundial. Em 1904, recebeu a permissão das autoridades de Creta para enviar à Sociedade Americana de Exploração uma pequena seleção de artefatos de Gúrnia que hoje estão no Museu Metropolitano de Arte de Nova Iorque, no Museu de Belas Artes de Boston e no Museu da Universidade da Filadélfia. O relatório de escavação (Gournia, Vasiliki and Other Prehistoric Sites on the Isthmus of Hierapetra, Crete) foi publicado em 1908. Em 1906, se casou com o antropólogo britânico Charles H. Hawes que colaborou consigo no popular Crete: The Forerunner of Greece (1909). Após longa pausa na sua vida acadêmica, lecionou arte pré-cristã. De 1920 a 1936, ensinou arte pré-cristã no Colégio Wellesley de 1920 a 1936, quando se aposentou com o marido numa fazenda em Alexandria, Virgínia. Faleceu em Washington D.C. em 31 de março de 1945.